# Roh Yoon-seo
Roh Yoon-seo (* 25. Januar 2000 in Seoul) ist eine südkoreanische Schauspielerin und Model.

## Leben und Karriere
Roh wurde am 25. Januar 2000 in Seoul geboren. Derzeit studiert sie an der Ewha Womans University. Roh Yoon-seo begann ihre Karriere 2018 als Model für Kosmetikwerbung, darunter Allure Korea. Ihr Debüt gab sie 2022 in der Serie Our Blues. Im selben Jahr bekam sie die Hauptrolle in dem Netflixfilm 20th Century Girl. 2023 wird sie in der Fernsehserie One Day Scandal spielen.

## Filmografie (Auswahl)
- 2022: Our Blues (Fernsehserie)
- 2022: 20th Century Girl (Film)
- 2023: Black Knight (Fernsehserie)
- 2023: Crash Course in Romance (Fernsehserie)
- 2024: The Frog (Fernsehserie)

## Auszeichnungen

### Gewonnen
- 2022: Busan International Film Festival mit der Marie Claire Asia Star Awards in der Kategorie „Rising Star Award“[7]

### Nominiert
- 2022: APAN Star Awards in der Kategorie „Beste Schauspielerin“[8]